# Eli Gal (escriptor)
Eli Gal (en llatí Aelius Gallus) era un antic metge i escriptor de temes farmacèutics al que Galè menciona sovint. Probablement és la mateixa persona que de vegades menciona simplement com a Eli (Aelius) i altres vegades com Gal (Gallus), i de vegades amb els dos noms.
El citen també Asclepíades Farmació i Andròmac i devia viure al segle i. Es diu que hauria preparat un antídot per un emperador, probablement Neró, ja que aquest remei també el va utilitzar Carmis.